# 矢部明雄
矢部 明雄（やべ あきお）は、『実況パワフルプロ野球（以下パワプロ）』シリーズに登場する架空の野球選手。パワプロシリーズ・プロスピシリーズの公式Twitter「パワプロ・プロスピ公式」（旧称「パワプロ通信」）の広報も担当する。ポジションは外野手。右投右打。血液型B型。『パワプロ4』のサクセスモードで初登場。
なおシリーズでは必ず矢部明雄が登場しているが、その全てが同一人物という訳ではなくよく似た見た目と口調の別人で便宜上矢部になっている事もある。(恋恋高校の矢部明雄など)
担当声優は大谷育江（ゲーム『パワプロ2020』『パワプロ2022』、アニメ『パワフル高校編』）。
『パワプロクンポケット（以下パワポケ）』の「表サクセス」で登場のメガネ一族と、2シリーズ及び派生作品に登場する派生キャラクターなどについても本項で解説する。

## 基本設定
- トレードマークはメガネ。またパワプロ君と同様に帽子を常に付けているため、髪型も不明。
- 語尾に「～でやんす」を付けるのが口癖。
  - 初登場であるパワプロ4の時は普通のしゃべり方になったことがある。
  - 『パワプロ12』と『パワプロ2014』のある場面では「～でやんす」を忘れたことも）。
  - 『パワプロ2013』では語尾に「～でやんす」をつけるシーンが存在するほか、矢部の家族が全員語尾に「～でやんす」を付けることが明かされている。
  - Twitterの公式ツイートも「～でやんす」を付ける。
- 極度のオタクで、フィギュア（特にガンダーロボ）が大好き（『パワプロ5』から）。野球部でなければ漫画部に入っていた模様。
- 足が速い設定は元々「逃げ足が速かった」という設定だったが、次第に外野守備に不可欠な物とされ優秀な能力設定となっている。
  - ただし、普段チャンスに弱いという欠点が存在する。『パワプロ2016』と『パワプロ ヒーローズ』のムービーイベントでも、主人公が投げた作中のある人物の豹変を招いた元凶を空振りによりその場で破壊できない場面があった。(ヒーローズでは頭に直撃して破壊する)
- パワプロシリーズでは主人公の同僚として登場する場合が多いが、相手チームの選手として登場したり[3]、一切登場しない作品・シナリオ[4]も存在する。
  - 主人公と別のチーム（あるいは日本代表チームの選手）として登場する場合、「パワフル～」系のチームのから登場する場合が多い。
  - 近年の作品では、本人が登場しないシナリオは、彼の代わりに彼をモチーフにしたキャラクター（後述）が登場する場合もある。
- 一部シナリオでは、大幅に強化されることがある。
  - 『実況パワフルプロ野球'99開幕版』冥球島編で、通常ルートでは主人公と共に最後まで同行するが、低確率に発生した裏ルート（一般的には真矢部ルートと呼ばれている）では1回戦後に体が限界を迎えそのまま倒れてしまうが、その後武井田譲として変装し潜入していたダイジョーブ博士の手術により真矢部としてプロとの最終戦に駆けつける。真矢部は通常の矢部とは比べ物にならないほど能力が上がり、仲間になった主力選手とも引けをとらない。
  - 『パワプロ2016』以降の「パワフェス」モードと『パワプロ ヒーローズ』のヒーローズモードでは、矢部が一定レベル以上の状態で特定の散策イベントが発生すると、決勝戦で矢部が都合により（理由は作品ごとに異なる）チームから離脱し、決勝戦直後のラスボス戦で「男・矢部」としてパワーアップして復帰するイベントが存在する。
- 『パワプロ7』の公式設定では日本ハムファイターズに所属。背番号99。
  - また、『パワプロ7』〜『パワプロ9』オープニングムービーでは、日ハムのユニフォームを着用している。
  - 『パワプロ2010』のオープニングムービーでは、埼玉西武ライオンズのユニフォームを着用している。
- 『パワプロ10』、『パワメジャ』の公式設定では「頑張パワフルズ」（セ・リーグの架空球団）に所属した。
- 初期能力は他のキャラクターと比べて少々低いが、走塁と守備が得意。このため『パワプロ8』から登場した「友情タッグ練習」は、走塁と守備練習が対象になっていることが多い。
  - 『パワプロ11』のサクセス全日本編では、固定キャラクターが打席に立つ際に実況による選手の紹介がなされる。矢部の場合は2パターンあり、一つは「守備と足なら一線級」、もう一つは「日本代表の秘密兵器」と紹介される。なお、全日本編での矢部は、サクセス本編よりも全体的に能力の底上げがなされている。
- 『パワプロ12』ではスカウトに「(主人公の名前)君と、たしか・・・あべやきお君だっけ？」と名前を間違えられている。
- 『パワプロ14』では盗塁の技術に磨きがかかった。
- 惚れっぽい面もあり美人には目がないが、女性とはほとんど縁が無い。ただし早川あおいとは何らかの因縁がある。2011ではときめき青春高校のイベントで、矢部が女子生徒に告白し成功してしまうこともある。
- 猪狩守の決め球、ライジングショットを完成に導いた男（『パワプロ9』）
- 矢部徳子[5]という姉がいる。（『パワプロ6』『パワポタ3』『パワプロ2010（名前のみ）』『パワプロ2013（イベントデッキに組み込むと登場）』）。姉には頭が上がらないようで、アルバイト禁止などの言いつけをきちんと守っている。
  - 『パワプロ2013』にて、明雄がメガネを外すと顔がそっくりというイベントも発生する。
  - パワプロ2010では矢部徳江という矢部徳子の娘がおり、矢部の姪っ子で名前のみ登場する。
- 『パワプロ2020』ではレギュラーキャラクターであるダイジョーブ博士、加藤理香とともに声が実装された。

## メガネ一族
パワポケシリーズの「表サクセス」（パワプロ5のサクセスを含む）には、矢部明雄に姿形・性格がそっくりな異母兄弟が多数存在する。彼らは公式サイトなどで「メガネ一族」と呼ばれている。全員（容姿が似ていない者は除く）語尾に「～でやんす」をつける上、極度のマニア。ただ、不器用なのでプラモデルを買わない（具田）、萌えに興味が無い（湯田）など、個人差はある。全員見た目が少しずつではあるが違い、ポジションもそれぞれ異なる。なお、パワポケ7以降はメガネ一族のグラフィックが多少変更されている。
なお、矢部明雄本人がイラストつきで登場するのは、パワポケ1と2のみである（後の作品でも名前だけが登場することはある）。
現在判明しているメガネ一族（あるいは同父という血縁関係を持った者）は矢部本人を含む13人となる。メガネ一族の長男である凡田大介と、同郷の山田平吉・天本玲泉はこの家庭事情を知っているが、そのほかの人物は、他の異母兄弟の存在は知らない（ただし一部のメガネ（湯田と荷田）はプロ野球選手だった矢部と凡田の存在を知っている。パワポケ11終了後具田と湯田は同じナマーズの選手となった、パワポケ14では山田・落田・湯田の3人が主人公の育ての親として登場しているなど他のメガネ一族の存在を知っている場合がある。）
矢部と容姿も性格も似ている異母兄弟
- 亀田光夫（パワポケ、パワポケ3など）
- 凡田大介（パワポケ2、パワポケ5など）
- 山田平吉（パワポケ4、パワポケ6、パワポケ14）
- 落田太二（パワポケ6、パワポケ14）
- 湯田浩一（パワポケ7、パワポケ8、パワポケ11、パワポケ14）
- 無田税（パワポケダッシュ）
- 三田輝家（パワポケ9）
- 荷田幸浩（パワポケ10）
- 具田幸太（パワポケ11）
- 餅田浩紀（パワポケ13）

矢部と容姿も性格も似ていないが、矢部と血縁関係がいる人物
- 容姿も性格も似ていないが、女性である天本玲泉（パワポケ4、パワポケ6）もメガネ一族であることが明らかになっている。つまり、同じ作品に登場する山田とは異母兄弟である。
- パワポケ大全に、天本玲泉には徳子という姉がいるという記述がある（ただし、前述のパワプロ6の矢部徳子との関係性は不明）。
- 作中では明言されないが、ファミ通パワポケ13の攻略本では、パワポケ14の主人公もメガネ一族であることが明らかになっている（もちろん、容姿はパワプロくんのもの）。

矢部と血縁関係がない、もしくは不明な人物
- パワポケ7の中田まゆみは湯田の妹だが、湯田の母と再婚した男の連れ子であり、メガネ一族との血縁関係はない。
- パワポケ9の神田カンタは他人の空似でありメガネ一族と血縁関係はない。
- パワポケ12の開田具智は、メガネ一族なのか他人の空似なのかは不明。

世界観がリセットされる事があるパワプロシリーズとは異なり、パワポケシリーズは各作品の表サクセスでシナリオが繋がっている。そのため、パワポケ11の時代では、すでに矢部は引退している（年齢は41歳）。
語尾に特徴があるのは、展開上どうしても説明口調が多くなってしまう彼の台詞が、主人公の台詞や説明文と混ざってしまわないようにするため。なお、現在では吹きだしの形状により誰の台詞かを区別することができるが、旧作の名残として矢部の語尾はそのままになっている（パワポケシリーズ公式サイトの「しつもんコーナー」の記述より）。
なおパワポケシリーズの「裏サクセス」の一部シナリオでは、メガネ一族に酷似している人物が主人公の同僚として登場するが、これらのキャラは表サクセスの該当キャラとは別人扱い。
『パワプロアプリ』のパワポケコラボシナリオ（パワポケ7の表サクセスをベースにしたアレンジ・リメイク）では、矢部と餅田が対面したイベントが存在したが、これはパワプロアプリ独自のシナリオでありパワポケの矢部・餅田との関係はない。

## 派生キャラクター
- 『パワプロ10』、『パワプロ2011決定版』、『パワプロ2013』、『実況パワフルメジャーリーグ』シリーズでは彼をモチーフにした『ヤーベン･ディヤンス』が登場し、『パワプロ13決定版』では矢部とヤーベンが対面して意気投合した。実況パワプロ2011決定版では、戦国時代編で天下統一を達成するとラストボス（黒船軍）の一員として出場してくる。
  - なお、『実況パワフルメジャーリーグ2009』の一部シナリオでは、矢部が主人公の同僚として登場する（矢部が登場する場合、ヤーベンは対戦相手として登場する）。
- 『パワプロ2011決定版』では戦国時代編、『パワプロ2013』では戦国工業編にて「矢部ノ助」という矢部の先祖が登場する、能力もほぼ同じで成長後も『パワプロ99決定版』冥球島編時とほぼ変わらない。
- 『パワプロ13』では彼をモチーフにした「矢倍 萌雄」が対戦相手として登場する。同作の矢部よりもやや能力が高い。『パワプロ2018』以降のパワフェスモードでは隠しチーム「アナザーチャレンジャーズ」の一員として同じく『パワプロ13』で登場した「ニセプロ君」とともに再登場。
- 『パワポタ4』では、パワプロ君同様、矢部をモチーフにした女性『矢部田 亜希子（やべた あきこ）』が「白薔薇かしまし学園大学」編の主人公の友人・チームメイトとして登場する。一人称がオラで語尾は「～だべ」。後に、（パワプロくん以外の）チームメイトが全員女性である『パワプロ2013』の「聖ジャスミン学園」編と『パワプロアプリ』の「北雪高校編」も登場。
- 『パワプロ2013』イベントキャラクター追加配信で各高校、矢部そっくりな人物たち（矢部部和雄、矢部屋幸雄、矢部吾一雄、矢部兼安雄、ヤベール・デヤスン、矢部門竜雄）が登場する。メガネ一族とは完全に「他人の空似」であり、能力は矢部と同じ（異なるキャラもいる）だが、外見や嗜好にやや差異がある。ある組合せでキャラを5人そろえるとコンボイベントが発生する。
- 『パワプロ2022』では千将高校にて「矢部じい」が千将高校の監督として登場する。
- 『パワポケ甲子園』、『あつまれ!パワプロクンのDS甲子園』では、は、パワポケシリーズのメガネ一族に酷似している人物がチームメイト1人（後者の監督モードのみは自分の野球部の部長とラスボス）として登場する。パワポケシリーズのメガネ一族と無関係（パワポケ甲子園の公式サイトでは「メガネ君」と呼ばれている）ものの、パワポケシリーズのメガネ一族と同様「○田」が名称であるとされている（DS甲子園の監督モードのみ、野球部の部長は「小山田」、ラスボスは「大山田」を固定）。
- 『パワフルゴルフ』では田舎育ちの訛りのせいで「ダベ子」と呼ばれている「奈部 牡丹」が登場。イベント次第で成長タイプが変化する。相棒メガネキャラで彼女候補。
- 『実況パワフルサッカー』では「矢部坂 秀人」が登場。こちらでは帽子は着用していないため、髪型が見えている。矢部同様語尾に「～でやんす」をつける上、同作の公式Twitterの広報を担当するため公式ツイートも「～でやんす」を付ける。外国出身選手が集うMFI（マックス・フリーダム・インターナショナルスクール） 高校編では鉄道マニアの外人「ヤンス・ヤベヴィッチ」が登場した。